# Zygodon trichomitrius
Zygodon trichomitrius là một loài rêu trong họ Orthotrichaceae. Loài này được Hook. & Wilson mô tả khoa học đầu tiên năm 1846.